# Lekkoatletyka na Zawodach Przyjaźni 1978
Lekkoatletyka na Zawodach Przyjaźni 1978 – impreza sportowa, którą rozegrano od 4 do 6 sierpnia w Bukareszcie. W zawodach lekkoatletycznych brały udział dziewczęta do lat 17 i chłopcy do lat 18. W klasyfikacji medalowej triumf odniosła ekipa Związku Radzieckiego.

## Rezultaty

### Mężczyźni
| Konkurencja:                  | 1. miejsce                                                   | Rezultat | 2. miejsce                                                   | Rezultat | 3. miejsce                                                     | Rezultat |
| Bieg na 100 m                 | Soren Schlegel                                               | 10,75    | Genadij Muraziow                                             | 10,79    | Zbigniew Gietka                                                | 10,88    |
| Bieg na 200 m                 | Soren Schlegel                                               | 21,34    | Genadij Bogajew                                              | 21,72    | Siemion Wachanelow                                             | 21,93    |
| Bieg na 400 m                 | Jörg Brehmer                                                 | 47,39    | Andreas Knebel                                               | 47,77    | Jozsef Szalai                                                  | 48,05    |
| Bieg na 800 m                 | Axel Siegfrid                                                | 1:50,03  | Andreas Hauck                                                | 1:50,52  | Zsoltan Szabo                                                  | 1:51,17  |
| Bieg na 1500 m                | Leonid Bruk                                                  | 3:52,38  | Daniel Nistor                                                | 3:53,56  | Nicolae Ion Gabor Szabo                                        | 3:53,65  |
| Bieg na 3000 m                | Kirył Łakutionow                                             | 8:23,37  | Vaclav Ovesny                                                | 8:24,09  | Jürgen Mattern                                                 | 8:24,95  |
| Bieg na 5000 m                | Kirył Łaktionow                                              | 14:38,34 | Jürgen Mattern                                               | 13:38,96 | Abduram Ifraginow                                              | 14:39,24 |
| Bieg na 110 m przez płotki    | Jacek Rutkowski                                              | 14,46    | Vladimir Dlouhy                                              | 14,89    | Lubomir Javor                                                  | 15,02    |
| Bieg na 400 m przez płotki    | Sorzano Alexis Mesignak                                      | 51,72    | Jacek Birek                                                  | 52,34    | Siergiej Cziżykow                                              | 52,69    |
| Bieg na 2000 m z przeszkodami | Zdenek Stejskal                                              | 5:43,72  | Wiesław Ziembicki                                            | 5:44,25  | Mihai Dragoi                                                   | 5:45,49  |
| Chód na 10 km                 | Jörg Pasemann                                                | 43:48,8  | Aleksander Potasow                                           | 43:51,1  | Władimir Pisko                                                 | 44:32,2  |
| Sztafeta 4 x 100              | NRD · S. Schlagel · K. Schuledt · F. Emmelmann · T. Schröder | 40,89    | ZSRR · S. Wachanelow · G. Muraziow · I. Samatin · G. Sabanow | 41,29    | Polska · A. Kozak · Z. Gietka · A. Piecholski · J. Słowikowski | 41,39    |
| Sztafeta 4 x 400              | NRD · J. Brehmer · A. Knebel · E. Becker · A. Hauck          | 3:11,51  | Węgry · P. Banko · Z. Szabo · G. Bakos · J. Szalai           | 3:12.78  | Kuba · N. Alixis · M. Lazaro · H.J. Causin · A.J. Pena         | 3:13,91  |
| Skok wzwyż                    | Jurij Szewczenko                                             | 2,08     | Milan Palat                                                  | 2,08     | Liviu Maftei                                                   | 2,08     |
| Skok o tyczce                 | Konstantin Wołow                                             | 5,10     | Roman Zrun                                                   | 5,10     | Aleksander Krupski                                             | 5,00     |
| Skok w dal                    | Gheorge Cojocaru                                             | 7,57     | Neuland Augustin                                             | 7,56     | Andrzej Klimaszewski                                           | 7,49     |
| Trójskok                      | Wiktor Gerasimenia                                           | 15,86    | Mihai Ena                                                    | 15,60    | Hernandez Tomas                                                | 15,57    |
| Pchnięcie kulą                | Remigiusz Machura                                            | 16,87    | Walery Sterin                                                | 16,57    | Detlef Last                                                    | 16,53    |
| Rzut dyskiem                  | Sergiej Kot                                                  | 55,28    | Ryszard Idziak                                               | 51,92    | Gerd Jocobs                                                    | 51,40    |
| Rzut młotem                   | Igor Nikulin                                                 | 66,80    | Jurij Patuchow                                               | 66,54    | Berud Thieme                                                   | 63,14    |
| Rzut oszczepem                | Eugeniusz Klin                                               | 72,14    | Gerald Weiss                                                 | 71,32    | Uwe Hohn                                                       | 69,96    |
| Dziesięciobój                 | Uwe Freimuth                                                 | 7221 pkt | Peter Hummel                                                 | 7126 pkt | Ivan Krastiow                                                  | 6992 pkt |

### Kobiety
| Konkurencja:               | 1. miejsce                                             | Rezultat | 2. miejsce                                                      | Rezultat | 3. miejsce                                                     | Rezultat |
| Bieg na 100 m              | Natalja Boczina                                        | 11,78    | Anita Tomczok Kerstin Walter                                    | 11,94    |                                                                |          |
| Bieg na 200 m              | Natalia Bocznica                                       | 23,72    | Kerstin Walter                                                  | 23,93    | Anita Tomczok                                                  | 24,44    |
| Bieg na 400 m              | Maria Iwanowa                                          | 53,54    | Halina Woźna                                                    | 53,94    | Karen Wahren                                                   | 54,17    |
| Bieg na 800 m              | Irina Nikitina                                         | 2:05,33  | Nina Szyrokowa                                                  | 2:05,57  | Ines Schimmel                                                  | 2:06,22  |
| Bieg na 1500 m             | Irina Nikitina                                         | 4:19,29  | Kerstin Thielamnn                                               | 4:19,75  | Carsta Nehnert                                                 | 4:22,79  |
| Bieg na 100 m przez płotki | Silvia Ola                                             | 13,83    | Mielna Tebichova                                                | 14,09    | Jordanka Donkowa                                               | 14,11    |
| Sztafeta 4 x 100           | NRD · K. Walter · D. Behrend · K. Siemion · K. Böhne   | 45,72    | Polska II · A. Kamińska · B. Pająk · K. Biczysko · J. Zachnik   | 46,53    | Węgry · M. Ilisz · B. Szük · E. Pollak · A. Petroczi           | 47,35    |
| Sztafeta 4 x 400           | NRD · M. Hellamnn · B. Sonntag · K. Wahren · B. Brudel | 3:37,24  | ZSRR · I. Miesiencowa · Ł. Tusznikowa · I. Petrowa · M. Iwanowa | 3:37,37  | Polska · J. Zachnik · M. Roztworowska · B. Brzęczek · H. Woźna | 3:42,83  |
| Skok wzwyż                 | Małgorzata Lisowska                                    | 1,78     | Sylvia Hirschke                                                 | 1,74     | Kerstin Dedner                                                 | 1,74     |
| Skok w dal                 | Toriente Eloina Echevacria                             | 6,22     | Ludmiła Lawinowa                                                | 6,11     | Tamara Krüger                                                  | 6,08     |
| Pchnięcie kulą             | Liane Schmuhl                                          | 15,96    | Angela Schintzsch                                               | 15,63    | Sylvia Madetzki                                                | 14,80    |
| Rzut dyskiem               | Elena Kowalowa                                         | 50,58    | Elena Kujnirenko                                                | 50,16    | Cwetanka Christowa                                             | 47,72    |
| Rzut oszczepem             | Doina Maxima                                           | 52,56    | Katrin Strabel                                                  | 51,54    | Natalia Sipowa                                                 | 50,58    |
| Pięciobój                  | Silvia Oia                                             | 4343 pkt | Heike Prauke                                                    | 4270 pkt | Anke Vater                                                     | 4114 pkt |

## Wyniki reprezentantów Polski

### Mężczyźni
- Bieg na 100 m
  - Zbigniew Gietka zajął 3. miejsce z wynikiem 10,88
  - Jerzy Słowikowski zajął 7. miejsce z wynikiem 11,00
  - Andrzej Kozak zajął 8. miejsce z wynikiem 11,01
- Bieg na 200 m
  - Andrzej Kozak zajął 7. miejsce z wynikiem 22,17
- Bieg na 400 m
  - Ryszard Samborowski zajął 8. miejsce z wynikiem 49,31
- Bieg na 1500 m
  - Grzegorz Kiełczewski zajął 6. miejsce z wynikiem 3:54,69
- Bieg na 110 m przez płotki
  - Jacek Rutkowski zajął 1. miejsce z wynikiem 14,46
- Bieg na 400 m przez płotki
  - Jacek Birek zajął 2. miejsce z wynikiem 52,34
  - Marek Cieśla zajął 5. miejsce z wynikiem 53,83
- Bieg na 2000 m z przeszkodami
  - Wiesław Ziembicki zajął 2. miejsce z wynikiem 5:44,25
  - Zbigniew Tomasik zajął 6. miejsce z wynikiem 5:49,12
- Chód na 10 km
  - Zdzisław Szlapkin zajął 5. miejsce z wynikiem 46:32,2
- Sztafeta 4 x 100
  - Reprezentacja Polski zajęła 3. miejsce z wynikiem 41,39
- Sztafeta 4 x 400
  - Reprezentacja Polski zajęła 4. miejsce z wynikiem 3:15,25
- Skok wzwyż
  - Dariusz Kielser zajął miejsca 8-9 z wynikiem 2,00
- Skok o tyczce
  - Zbigniew Radzikowski i Mirosław Korbal zajęli miejsca 4-5 z wynikiem 4,90
- Skok w dal
  - Andrzej Klimaszewski zajął 3. miejsce z wynikiem 7,49
- Rzut dyskiem
  - Ryszard Idziak zajął 2. miejsce z wynikiem 51,92
- Rzut młotem
  - Zdzisław Kwaśny zajął 7. miejsce z wynikiem 57,94
- Rzut oszczepem
  - Eugeniusz Klin zajął 1. miejsce z wynikiem 72,14
- Dziesięciobój
  - Maciej Jędral zajął 6. miejsce z wynikiem 6655 pkt

### Kobiety
- Bieg na 100 m
  - Anita Tomczok zajęła 2. miejsce z wynikiem 11,94
  - Magdalena Kozłowska zajęła 5. miejsce z wynikiem 12,03
  - Barbara Cieśluk zajęła 7. miejsce z wynikiem 12,06
  - Elżbieta Tomczak zajęła 8. miejsce z wynikiem 12,11
- Bieg na 200 m
  - Anita Tomczok zajęła 3. miejsce z wynikiem 24,44
  - Barbara Cieśluk zajęła 4. miejsce z wynikiem 24,46
  - Katarzyna Biczysko zajęła 7. miejsce z wynikiem 25,09
- Bieg na 400 m
  - Halina Woźna zajęła 2. miejsce z wynikiem 53,94
- Bieg na 800 m
  - Brygida Brzęczek zajęła 4. miejsce z wynikiem 2:06,64
- Bieg na 1500 m
  - Marzena Ulidowska zajęła 9. miejsce z wynikiem 4:30,43
- Sztafeta 4 x 100
  - Reprezentacja Polski zajęła 2. miejsce z wynikiem 46,53
- Sztafeta 4 x 400
  - Reprezentacja Polski zajęła 3. miejsce z wynikiem 3:42,83
- Skok wzwyż
  - Małgorzata Lisowska zajęła 1. miejsce z wynikiem 1,78
  - Małgorzata Mizgała zajęła 6. miejsce z wynikiem 1,70
- Skok w dal
  - Ewa Śliwa zajęła 5. miejsce z wynikiem 6,07
  - Barbara Szczepańczyk zajęła 6. miejsce z wynikiem 5,81

## Klasyfikacja medalowa
| Klasyfikacja medalowa | Klasyfikacja medalowa | Klasyfikacja medalowa | Klasyfikacja medalowa | Klasyfikacja medalowa | Klasyfikacja medalowa |
| --------------------- | --------------------- | --------------------- | --------------------- | --------------------- | --------------------- |
| Miejsce               | Kraj                  | Złoto                 | Srebro                | Brąz                  | Suma                  |
| 1.                    | ZSRR                  | 16                    | 10                    | 6                     | 32                    |
| 2.                    | NRD                   | 11                    | 11                    | 13                    | 35                    |
| 3.                    | Polska                | 3                     | 6                     | 5                     | 14                    |
| 4.                    | Czechosłowacja        | 2                     | 5                     | 1                     | 8                     |
| 5.                    | Rumunia               | 2                     | 2                     | 3                     | 7                     |
| 6.                    | Kuba                  | 2                     | 1                     | 2                     | 5                     |
| 7.                    | Węgry                 | 0                     | 1                     | 3                     | 4                     |
| 8.                    | Bułgaria              | 0                     | 0                     | 3                     | 3                     |